# Кіселар Федір Федорович
Федір Федорович Кіселар (нар. 2.06.1974) — молодший лейтенант Збройних сил України, учасник російсько-української війни, що відзначився під час російського вторгнення в Україну. Герой України (2025).

## Життєпис
Народився 2 червня 1974 в м. Охтирка Сумської області. Протягом 1981—1991 рр. навчався в Охтирській середній школі № 2; потім — в середньому професійно-технічному училищі № 7 м. Охтирка, де здобув спеціальність «Електромонтер по обслуговуванню бурових установок». Протягом 1992—1996 рр. здобував освіту в Сумському державному педагогічному інституті ім. А. С. Макаренка за спеціальністю «вчитель фізичної культури».
Протягом 1996—1999 рр. працював за фахом в Малопавлівській середній школі Охтирського району. З 2001 по 2007 — приватний підприємець. У 2011—2017 рр. навчався в Національному юридичному університеті ім. Ярослава Мудрого, де здобув ступінь магістра за спеціальністю «правознавство».
В 2015 р. брав участь в антитерористичній операції на сході України.
Протягом 2017—2019 рр. — директор Сумського обласного ліцею-інтернату спортивного профілю «Барса».
Депутат Охтирської міської ради.
З початку російського вторгнення в Україну став на захист країни.

## Нагороди
- Звання Герой України з врученням ордена «Золота Зірка» (21 лютого 2025) — за собисту мужність і героїзм, виявлені у захисті державного суверенітету та територіальної цілісності України, самовіддане служіння Українському народові[3].